# Король, Юлия Михайловна
Ю́лия Миха́йловна Коро́ль (род. 16 сентября 2003, Москва) — россиянка, спасшая нескольких детей от гибели на Сямозере в Карелии 18 июня 2016 года. Указом президента Российской Федерации награждена медалью «За спасение погибавших».

## Подвиг
18 июня 2016 года в Карелии на Сямозере лодка со школьниками, которые осуществляли сплав, перевернулась во время шторма. Погибли 14 детей. Администрация детского лагеря фактически бездействовала, запрещала оповещать МЧС и прочие городские службы о трагедии.
Функцию спасателя взяла на себя Юлия Король, 12-летняя девочка, которая вытаскивала из воды детей, многие из которых к тому времени уже были мертвы. 
После спасения детей Юлия в одиночку бежала за помощью в ближайшую деревню. Убедила сотрудников МЧС поверить её повествованию о случившемся и начать проводить поисковые работы.

## Семья
У Юлии есть брат-двойняшка Дмитрий. Их мать перенесла инсульт, инвалид. Отец покинул семью и с детьми не общается. С шести лет дети воспитывались бабушкой Галиной Петровной.

## Награды
За свои мужественные действия несовершеннолетняя Король в 2016 году была удостоена:
- В июле — ведомственной медалью МЧС «За спасение погибающих на водах»[5].
- В сентябре — медалью «За спасение погибавших», указ подписал президент РФ В. В. Путин.
- В сентябре — Гран-при премии «Человек года» от журнала «Сноб»[6].